# Two Car
Two Car (つうかあ?, Tsūkaa), anche nota come Twocar Racing Sidecar, è una serie televisiva anime prodotta da Silver Link e diretta da Masafumi Tamura, trasmessa in Giappone dal 7 ottobre al 23 dicembre 2017. La storia segue le vicende di due ragazze che entrano nel mondo delle corse competitive di motociclisti.

## Personaggi
Yuri Miyata (宮田 ゆり?, Miyata Yuri)
Doppiata da: Aoi Koga
Megumi Meguro (目黒 めぐみ?, Meguro Megumi)
Doppiata da: Aimi Tanaka

## Produzione
Annunciato il 25 settembre 2016 dallo studio d'animazione Silver Link per celebrare il decimo anniversario dello studio, il progetto televisivo anime originale, diretto da Masafumi Tamura e scritto sotto la supervisione di Katsuhiko Takayama, è andato in onda dal 7 ottobre al 23 dicembre 2017. La storia è stata ideata da Nikoichi, il character design è stato sviluppato da Yuki Sawairi basandosi sui disegni originali del disegnatore Tiv, mentre la colonna sonora è stata composta da Ryō Takahashi. Le sigle di apertura e chiusura sono rispettivamente Heart to Heart delle Sphere e Angelica Wind di Void_Chords feat. Aoi Koga & Aimi Tanaka. In varie parti del mondo gli episodi sono stati trasmessi in streaming in simulcast da Crunchyroll.

### Episodi
| Nº | Titolo originale            | In onda          | In onda |
| Nº | Titolo originale            | Giapponese       |         |
| 1  | Exhibition                  | 7 ottobre 2017   |         |
| 2  | Shakedown                   | 14 ottobre 2017  |         |
| 3  | Practise                    | 21 ottobre 2017  |         |
| 4  | Swap Meet                   | 28 ottobre 2017  |         |
| 5  | ReverseGrid                 | 4 novembre 2017  |         |
| 6  | Dual Purpose                | 11 novembre 2017 |         |
| 7  | Side by Side                | 18 novembre 2017 |         |
| 8  | Engage                      | 25 novembre 2017 |         |
| 9  | Mad Saturday                | 2 dicembre 2017  |         |
| 10 | Replay Log Data             | 9 dicembre 2017  |         |
| 11 | Blue Flag                   | 16 dicembre 2017 |         |
| 12 | Ladies, Start Your Engines! | 23 dicembre 2017 |         |